# Pavol Szikora
Pavol Szikora (né le 26 mars 1952 à Lučenec et mort le 22 mai 2021) est un athlète tchécoslovaque (slovaque), spécialiste de la marche.
Sur 50 km, il termine 11e de la 1re édition des Championnats du monde de 1983, puis il emporte la médaille d'argent lors des Jeux de l'Amitié de 1984 à Moscou et il est également finaliste aux Championnats d'Europe de 1986. Il réalise son meilleur temps sur cette distance en 3 h 42 min 20 s à Dudince le 4 avril 1987.